# Diplazium dushanense
Diplazium dushanense är en majbräkenväxtart som först beskrevs av Ren-Chang Ching, W.M.Chu och Z.R.He och som fick sitt nu gällande namn av R.Wei och X.C.Zhang.
Diplazium dushanense ingår i släktet Diplazium och familjen Athyriaceae. Inga underarter finns listade i Catalogue of Life.